# 史蒂文·贝利
史蒂文·贝利（英語：Steven Bayley，1971年6月9日—），新西兰男子高山滑雪运动员。他曾代表新西兰参加1998年和2002年冬季残疾人奥林匹克运动会高山滑雪比赛，获得一枚金牌和三枚铜牌。